# دوري كرة القدم الأمريكية 1954–55
دوري كرة القدم الأمريكية 1954–55 هو موسم من دوري كرة القدم الأمريكية ‏. فاز فيه Uhrik Truckers ‏.